# Conflito Talibã–Estado Islâmico no Afeganistão
O conflito Talibã-Estado Islâmico no Afeganistão é um conflito armado contínuo entre o Estado Islâmico de Coraçone (o braço do Estado Islâmico no Afeganistão) e o Talibã (ambos islamistas), bem como grupos afiliados e facções dissidentes insatisfeitas com a liderança dos grupos.

## Cronologia

### 2015
Em 11 de novembro de 2015, eclodiram combates entre diferentes facções do Talibã na província de Zabul, no Afeganistão. Os combatentes leais ao novo líder talibã Akhtar Mansoor começaram a lutar contra uma facção pró-Estado Islâmico liderada pelo mulá Mansoor Dadullah. A facção de Dadullah recebeu apoio do Estado Islâmico durante os confrontos e os combatentes do Estado Islâmico também se juntaram à luta ao lado de Dadullah, incluindo combatentes estrangeiros da Chechênia e do Uzbequistão. No entanto, Dadullah e o Estado Islâmico foram finalmente derrotados pelas forças de Mansoor. De acordo com Ghulam Jilani Farahi, diretor provincial de segurança em Zabul, mais de 100 militantes de ambos os lados foram mortos durante os combates. 

### 2016
Em março de 2016, facções do Talibã opostas a Mansoor lideradas por Muhammad Rasul começaram a lutar contra seus partidários do grupo, durante os combates dezenas foram mortos. 

### 2017
Em 26 de abril de 2017, ocorreram combates depois que o Estado Islâmico capturou três traficantes de drogas envolvidos na venda de ópio para o Talibã na província de Jowzjan. Um porta-voz da Polícia Nacional Afegã afirmou que o Talibã  atacou o Estado Islâmico em resposta, dizendo: "Os confrontos eclodiram quando um grupo armado do Talibã atacou militantes do Daesh [para assegurar] a libertação de três traficantes de drogas que vieram aqui para pagar 10 milhões de afeganis [$ 14.780] ao Talibã por um acordo". O porta-voz do Talibã, Zabihullah Mujahid, também confirmou os confrontos com o Estado Islâmico na época, sem fornecer detalhes sobre a natureza dos combates ou as razões.
Em 24 de maio de 2017, ocorreu um confronto entre o Talibã e o Estado Islâmico, que na época teria sido o maior confronto entre os dois, com 22 baixas, treze das quais eram combatentes do Estado Islâmico e nove combatentes do Talibã, de acordo com um oficial talibã. Os confrontos ocorreram perto da fronteira do Irã com o Afeganistão. O Talibã havia atacado um acampamento do Estado Islâmico na área; um comandante do Estado Islâmico que era ex-membro do Talibã alegou que havia um acordo entre ambos os grupos de não atacar um ao outro até que houvesse diálogo, mas o Talibã violou o acordo e atacou o acampamento do Estado Islâmico. O comandante do Estado Islâmico também afirmou que o ataque foi coordenado com os militares iranianos e que havia iranianos filmando combatentes do Estado Islâmico mortos. A facção dissidente do Talibã, Fidai Mahaz, também criticou o Talibã por sua relação com o Irã. Dias antes da batalha, o Talibã teria se reunido com autoridades iranianas para discutir questões regionais. Um porta-voz da Fidai Mahaz afirmou que a reunião foi realizada a pedido do Talibã, por estar cansado da expansão do Estado Islâmico no país, o que também preocupava o governo iraniano. O porta-voz também disse que o Talibã recebeu 3 milhões de dólares em dinheiro, 3.000 armas e 40 caminhões e munições dos serviços de inteligência do Irã para lutar contra o Estado Islâmico perto da fronteira iraniana, embora um porta-voz do Talibã negue as alegações. 

### 2018
Em 20 de junho de 2018, após negociações entre o governo russo e o Talibã, a secretária de Estado assistente dos Estados Unidos Alice Wells condenou a posição do governo russo sobre o Talibã que incluía o apoio ao grupo contra o Estado Islâmico, afirmando que dava legitimidade ao Talibã e desafiava o governo afegão reconhecido. 
Em julho de 2018, o Talibã lançou uma ofensiva contra o Estado Islâmico na província de Jowzjan. Segundo um comandante do Estado Islâmico que se rendeu, o Talibã reuniu 2.000 homens para a ofensiva contra o grupo. Os combatentes do Movimento Islâmico do Uzbequistão que juraram fidelidade ao Estado Islâmico também estiveram presentes combatendo ao lado do Estado Islâmico contra o Talibã. Durante o conflito, 3.500 a 7.000 civis foram deslocados. No final de julho, o controle do Estado Islâmico na região foi reduzido a duas aldeias pela campanha talibã, em resposta, solicitaram o apoio do governo afegão e também concordaram em baixar as armas em troca de proteção. A Força Aérea Afegã posteriormente realizou ataques aéreos contra o Talibã em troca da rendição do Estado Islâmico na região, o acordo entre o governo afegão e o Estado Islâmico criou polêmica posteriormente. 
Em agosto de 2018, durante negociações entre o governo dos Estados Unidos e o Talibã em Doha, o Talibã solicitou aos Estados Unidos o fim dos ataques aéreos ao Talibã, bem como fornecer apoio ao grupo para lutar contra o Estado Islâmico. 

### 2019
Em 22 de junho de 2019, fortes confrontos foram relatados em Kunar entre o Talibã e o Estado Islâmico, por um funcionário do governo afegão. O oficial também afirmou que os militares afegãos mataram vários combatentes do Estado Islâmico na área e que os talibãs também estavam ativos no local. 
Em 29 de junho de 2019, o Estado Islâmico divulgou fotos de armas capturadas do Talibã.  No mesmo dia, o Estado Islâmico publicou um vídeo de seus combatentes renovando seu Bayah para Abu Bakr al-Baghdadi; os combatentes também criticaram os talibãs por se engajar em negociações de paz e apelaram aos combatentes rivais para se juntarem ao Estado Islâmico.
Em 1 de agosto de 2019, a Agência de Notícias Amaq afirmou que o Estado Islâmico matou cinco membros do Talibã durante confrontos em Kunar. 
Em 1 de outubro de 2019, o Estado Islâmico alegou ter matado e ferido vinte combatentes talibãs em Tora Bora. 